# 馮桂芳
馮桂芳，雲南省雲南府昆明縣人，清朝政治人物、同進士出身。
光緒六年（1880年），参加庚辰科殿試，登進士三甲第34名。同年五月，著分部學習。